# Hôtel Fyot-de-Mimeure
L'hôtel Fyot-de-Mimeure est un hôtel particulier de la ville de Dijon situé dans son secteur sauvegardé, 23 rue de l'amiral Roussin.

## Histoire
L'hôtel Fyot est inscrit au titre des monuments historiques par arrêté du 30 décembre 1925 pour ses façades.
Il a été construit en 1562 par Marc Fyot.

## Architecture
Sa façade renaissance est attribuée à Hugues Sambin.

## Galerie

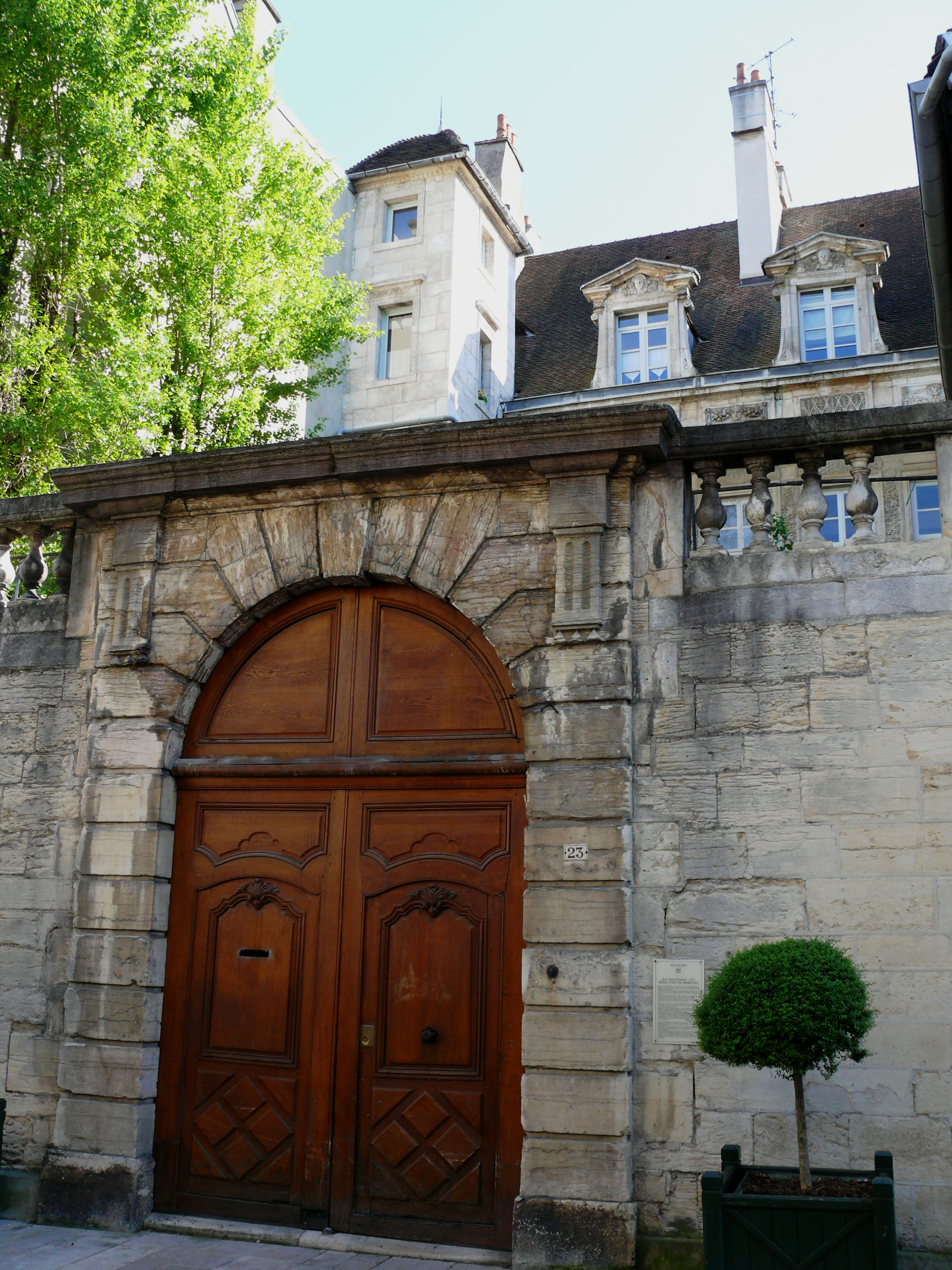
Porche de l'hôtel Fyot-de-Mimeure
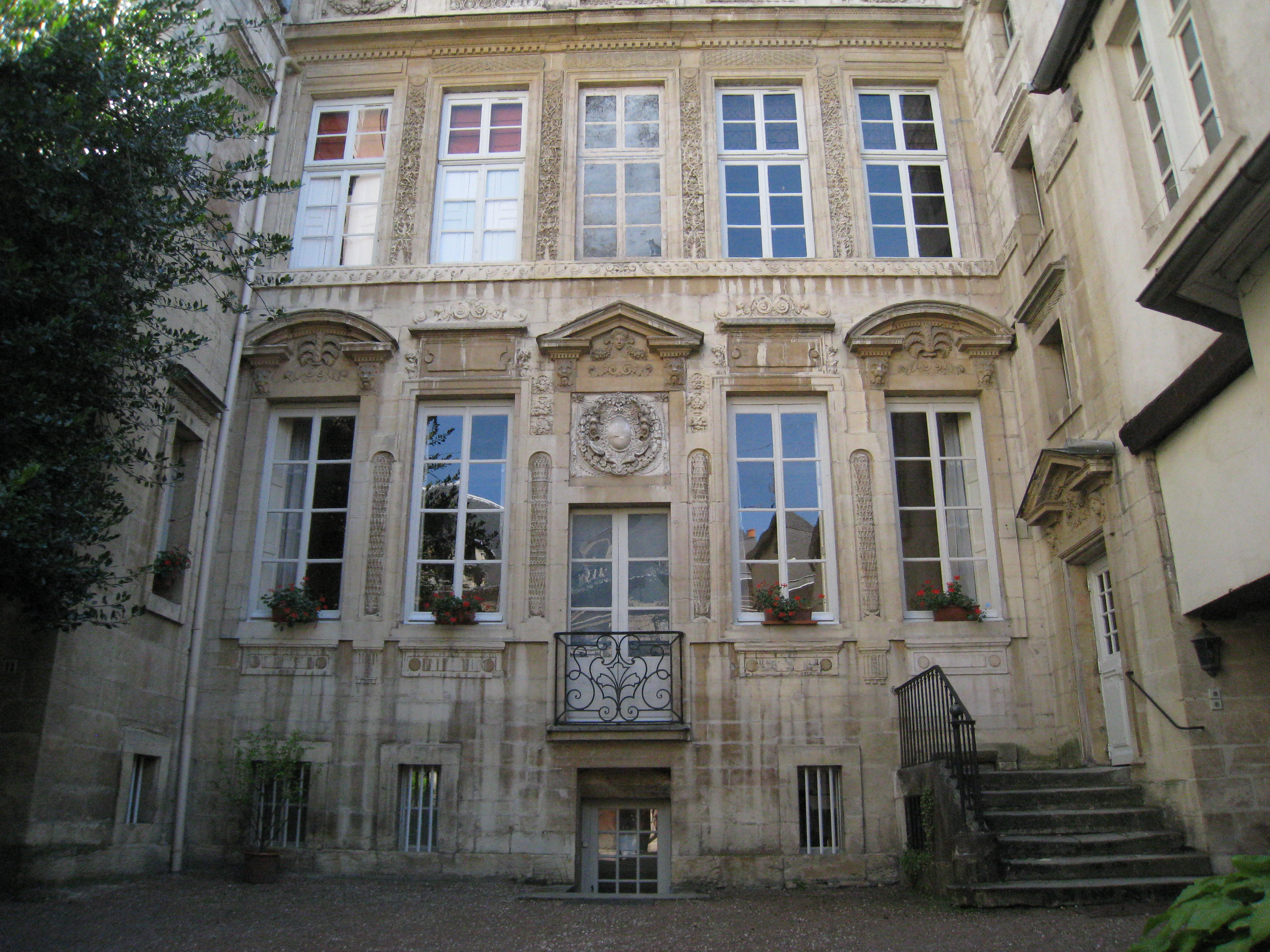
Façade de l'hôtel
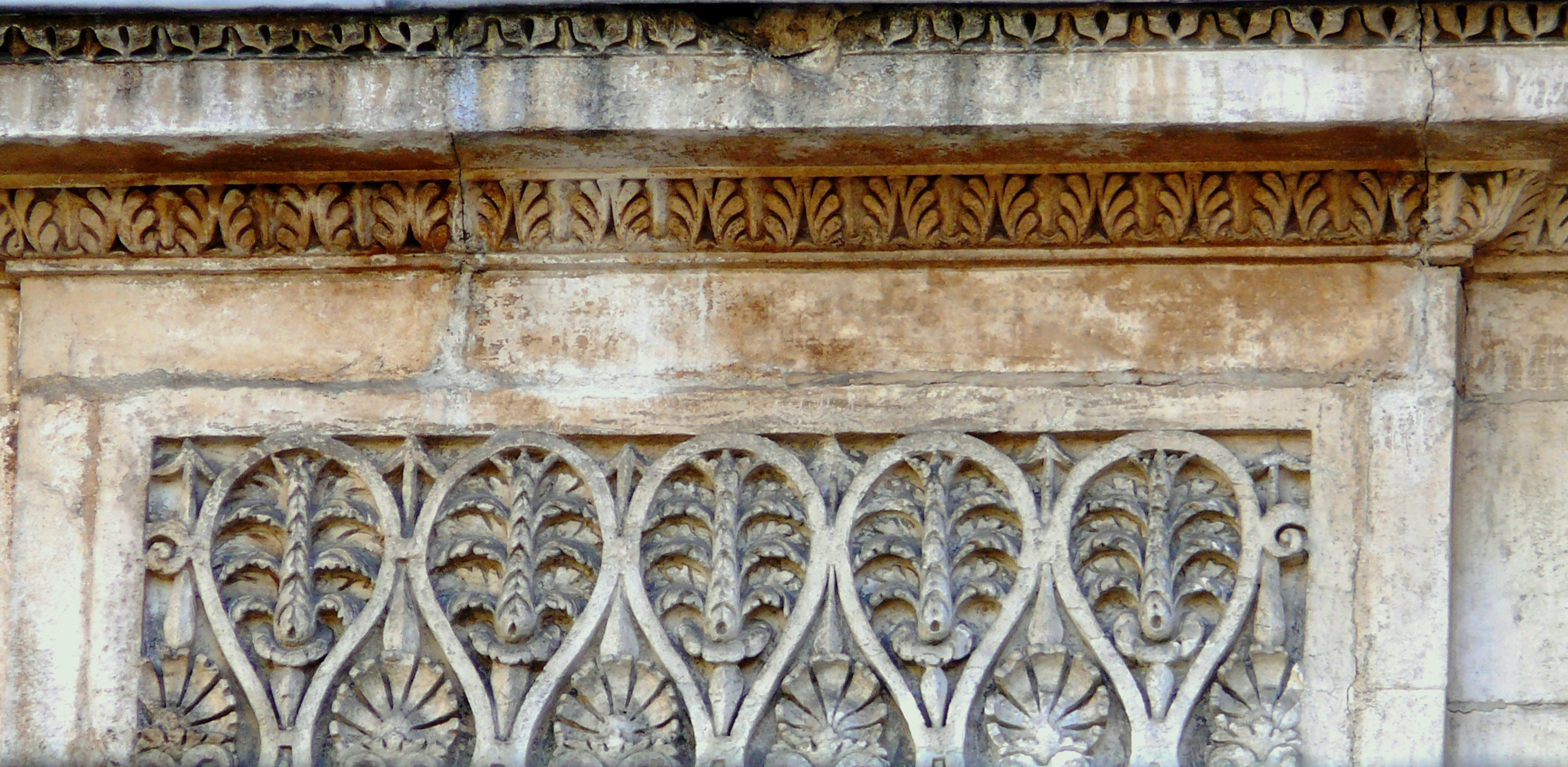
Détail de la décoration
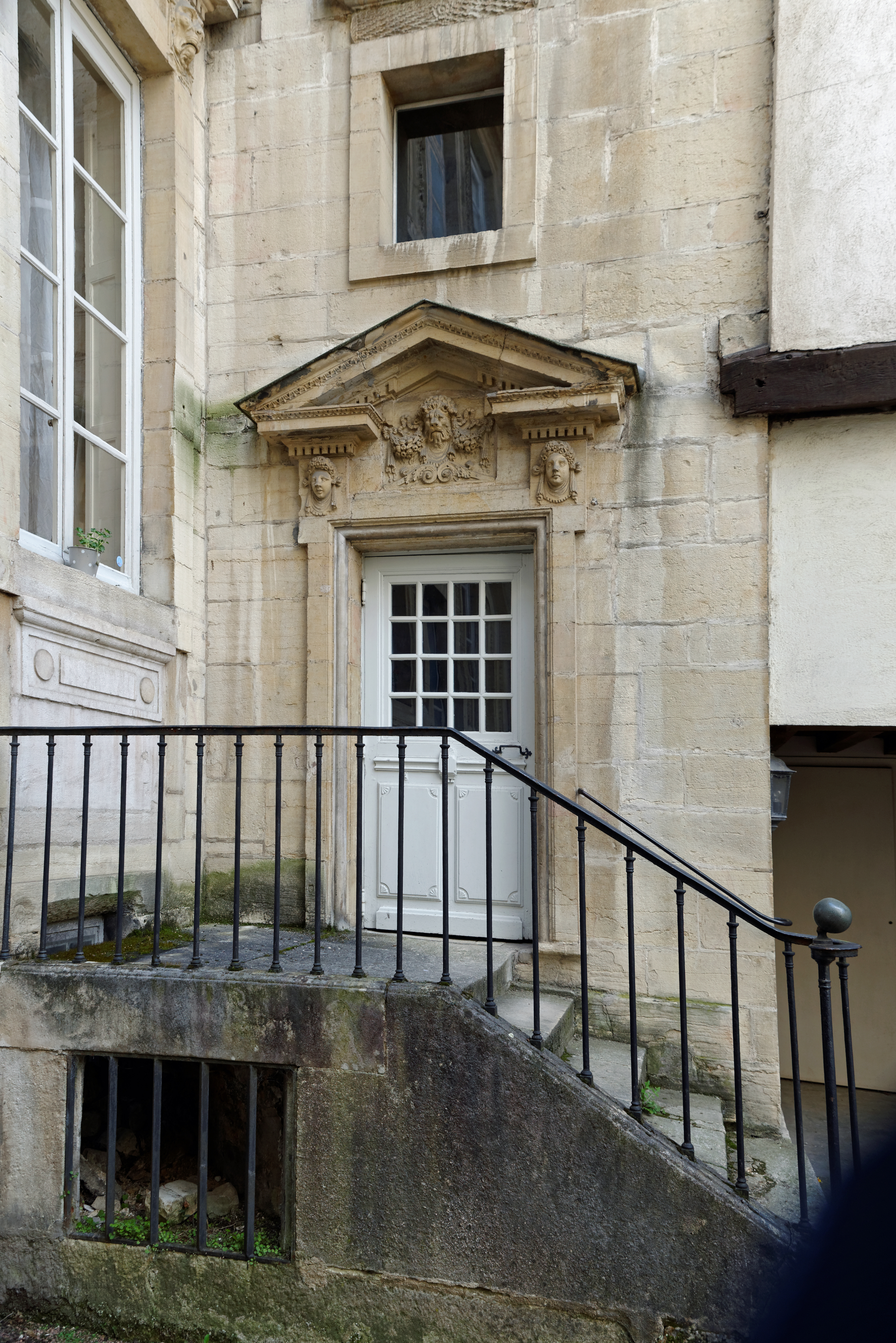
Porte de l'hôtel
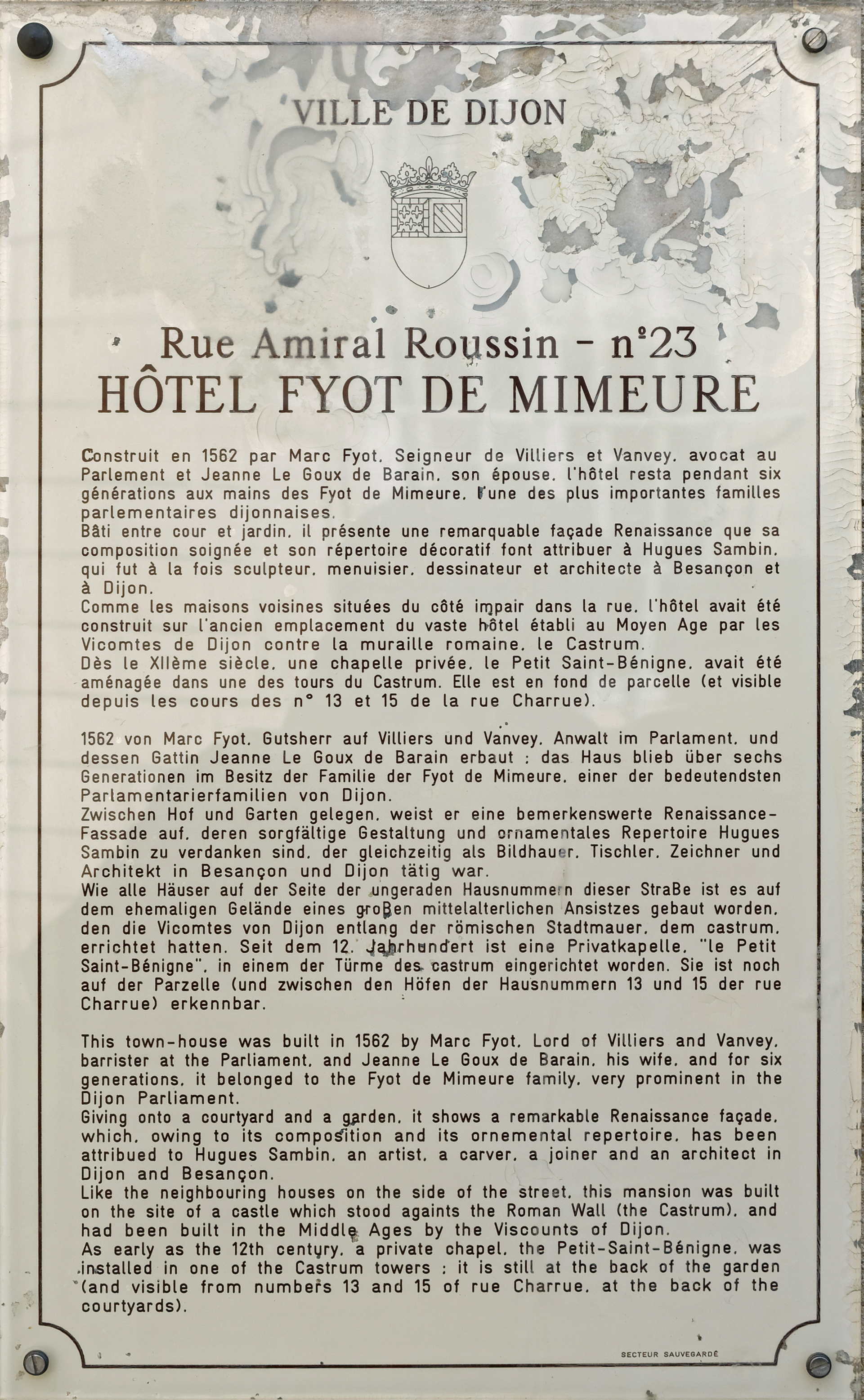
Plaque d'information trilingue